# ماکسیم تروسوویچ
ماکسیم تروسوویچ (اوکراینی: Максим Павлович Трусевич؛ زادهٔ ۱ اوت ۱۹۸۵) بازیکن فوتبال اهل اوکراین است.
از باشگاه‌هایی که در آن بازی کرده‌است می‌توان به باشگاه فوتبال اوبولون-برووار کیف، باشگاه فوتبال متالورگ زاپروژیا، باشگاه فوتبال بالتیکا کالینینگراد، باشگاه فوتبال شاختار دونتسک، باشگاه فوتبال سوکول ساراتوف، باشگاه فوتبال زسکا خاباروفسک، باشگاه فوتبال روستوف، باشگاه فوتبال چورنومورتس اودسا، و باشگاه فوتبال زوریا لوهانسک اشاره کرد.
وی همچنین در تیم ملی فوتبال زیر ۲۱ سال اوکراین بازی کرده‌است.